# Distretto di Tigre
Il distretto di Tigre è uno dei cinque distretti della provincia di Loreto, in Perù. Si trova nella regione di Loreto e si estende su una superficie di 19.785,7 chilometri quadrati.
Istituito il 2 luglio 1943, ha per capitale la città di Intutu.